# Last Days of Humanity
Last Days of Humanity (v překladu z angličtiny poslední dny lidskosti) je nizozemská goregrindová kapela založená roku 1989 v Severním Brabantsku.
Debutní studiové album The Sound of Rancid Juices Sloshing Around Your Coffin vyšlo v roce 1998.
Kapela se v roce 2006 rozpadla, ale roku 2010 se opět zformovala.

## Diskografie

### Dema
- 1992 – Last Days of Humanity
- 1993 – Human Atrocity (2010 LP u State Fucker Records)

### EP
- 2005 – In Advanced Haemorrhaging Conditions (Bones Brigade Records)

### Alba
- 1998 – The Sound of Rancid Juices Sloshing Around Your Coffin (Bones Brigade Records, 2013 LP u Fat Ass Records)
- 2000 – Hymns of Indigestible Suppuration (Bones Brigade Records, 2014 Picture LP u Fat Ass Records)
- 2004 – The XTC of Swallowing L.D.O.H. Faeces (live album) (Bones Brigade Records)
- 2006 – Putrefaction in Progress (Bones Brigade Records)

### Split nahrávky
- 1994 – split s Vulgar Degenerate
- 1995 – Pathological Dreams (split s Confessions of Obscurity)[1]
- 1996 – Defleshed by Flies (split s Rakitis) (Morbid Records)
- 2000 – Split up for Better Digestion (split s Morgue) (Evil Biker Records)
- 2001 – Choked in Anal Mange (split s Cock and Ball Torture) (Fleshfeast Records / Unmatched Brutality)
- 2001 – 138 Minutes Body Disposal (split se Stoma)
- 2003 – Dutch Assault (split se Suppository, SMES a Inhume) (Relapse Records)
- 2004 – split s Lymphatic Phlegm (Black Hole Productions)
- 2012 – split s Necrocannibalistic Vomitorium

### Ostatní
- 2001 – Comeback of Goregods: Tribute to Regurgitate (kompilace) (Bizarre Leprous Production)
- 2007 – Rest in Gore 1989–2006 (Bones Brigade Records)
- 2012 – Goresurrection (Grind Block Records)